# 黃頰副麗魚
黃頰副麗魚，為輻鰭魚綱鱸形目隆頭魚亞目慈鯛科的其中一種，分布於中美洲Motagua、Naranjo至Choluteca河流域，體長可達30公分，棲息在河川、湖泊水域，以昆蟲等為食，生活習性不詳。

## 擴展閱讀
維基物種上的相關：黃頰副麗魚